# Implosiva palatal sonora
A implosiva palatal sonora é um tipo de som consonantal não-pulmônico. O símbolo no Alfabeto Fonético Internacional que representa esse som é ⟨ʄ⟩, tipograficamente é representado por um ⟨j⟩ barrado sem ponto (o símbolo para a oclusiva palatal sonora) e um gancho para a direita (o diacrítico para implosivos). O símbolo X-SAMPA equivalente é J\_<.

## Características
- Sua forma de articulação é implosiva, ou seja, produzida pelo fechamento de glotes e depois pressionando a laringe para baixo, rareando o ar na boca.[3]
- Seu local de articulação é palatal, o que significa que está articulado com com a língua elevada contra ou em direção ao palato duro.[4]
- Sua fonação é sonora, o que significa que as cordas vocais vibram durante a articulação.
- É uma consoante central, o que significa que é produzida direcionando a corrente de ar ao longo do centro da língua, e não para os lados.[carece de fontes?]

## Ocorrências
| Língua                     | Palavra   | AFI       | Significado                          | Notas |
| -------------------------- | --------- | --------- | ------------------------------------ | --- |
| Ik                         | ʝɔtᵃ      | ʝɔtᵃ      | (Adenium obesum - espécie de planta) | A ejetiva africada lateral [tɬʼ] é muito rara no ik falado. Segundo reconstruções, o som é usualmente substituído pela implosiva palatal [ʄ], como ocorre no exemplo apresentado. |
| Ega                        | [ʄè]      | [ʄè]      | Jurar                                | |
| Fula                       | [ʄetugol] | [ʄetugol] | Tomar                                | |
| Serer                      | ʃaar      | [ʄaaɾ]    | Ter micose                           | Contrasta fonemicamente com implosivo surdo |
| Suaíli[carece de fontes?]  | jana      | [ʄana]    | Ontem                                | Em variação livre com /dʒ/ |
| Seraiki[carece de fontes?] | ڄاݨݨ      | [ʄɑ̃ɽəɳ]   | Saber                                | |
| Sindi[carece de fontes?]   | ڄِڀَ        | [ʄɪbʱə]ⓘ  | Língua                               | |
| Tunni                      | [ʄoːɡ]    | [ʄoːɡ]    | Ficar                                | |